# Верона, Карлос
Карлос Верона (исп. Carlos Verona Quintanilla; род. 4 ноября 1992 в Сан-Лоренсо-де-Эль-Эскориаль, Испания) — испанский профессиональный шоссейный велогонщик.

## Выступления
2009
- 3-й — Чемпионат Испании среди юниоров в групповой гонке

2010
- 2-й — Чемпионат Испании среди юниоров в индивидуальной гонке
- 5-й — Vuelta Al Besaya

2011
- 6-й — Tour des Pays de Savoie
- 7-й — Vuelta a la Comunidad de Madrid Sub-23
- 7-й — Cinturó De L'empordà

2012
- 1-й в Горной классификации — Vuelta Ciclista a León
- 9-й — Toscana-Terra di ciclismo

2013
- 8-й — Кубок Японии

2015
- Приз самому агрессивному гонщику на этапе 10 — Вуэльта Испании

## Статистика выступлений наГранд Турах
- Тур де Франс
  - Участие:0

- Джиро д'Италия
  - Участие:1
    - 2016: 46

- Вуэльта Испании
  - Участие:2
    - 2014: 66
    - 2015: 29;  Приз самому агрессивному гонщику на этапе 10